# Prospero

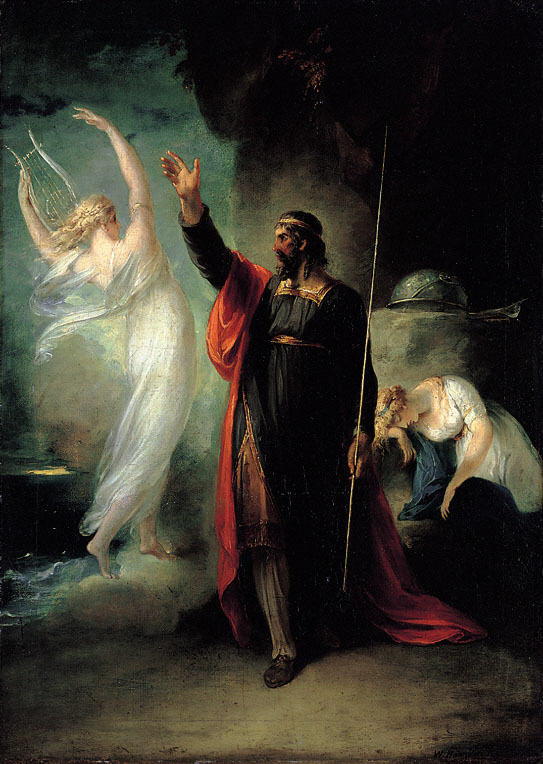
Ariel és Prospero

Prospero, Milánó fejedelme az utolsó Shakespeare-színmű – A vihar – főhőse.

## Története
Prospero fejedelmet a testvére, Antonio taszította le a trónról és száműzte egy mediterrán szigetre lányával, Mirandával együtt. Vagyonából csupán hatalmas könyvgyűjteményét vihette magával. Könyvei révén különleges bölcsességre tett szert, urává lett az elemeknek és a sziget szörnyeinek. Mikor Antonio és társai a sziget közelében hajóztak, Prospero elemi erejű vihart bocsátott rájuk, foglyul ejtette őket, hatalmát azonban az emberi gyarlóság szemléltetésére és megértésére használta csupán. Megbékélt ellenségei és hívei körében a szükségtelenné vált könyveit immár a tengerbe hányta, s kettétörte varázspálcáját. Prospero búcsúját Shakespeare búcsújaként értékeli a szakirodalom: e színműve után visszavonult, és soha sem írt ezután színpadi műveket.

## Alakja a művészetekben
- Peter Greenaway: Prospero könyvei, játékfilm, 1991.
- Richard Juha: Prospero szobra, 2004.
- Zoltan Demme: Cryptograms (Prospero új világa), játékfilm, 1990.
- Tóth Péter: Prospero, szimfonikus zenekari mű, 2013.